# Trasporti in Egitto
Questa voce raccoglie le principali tipologie di Trasporti in Egitto.

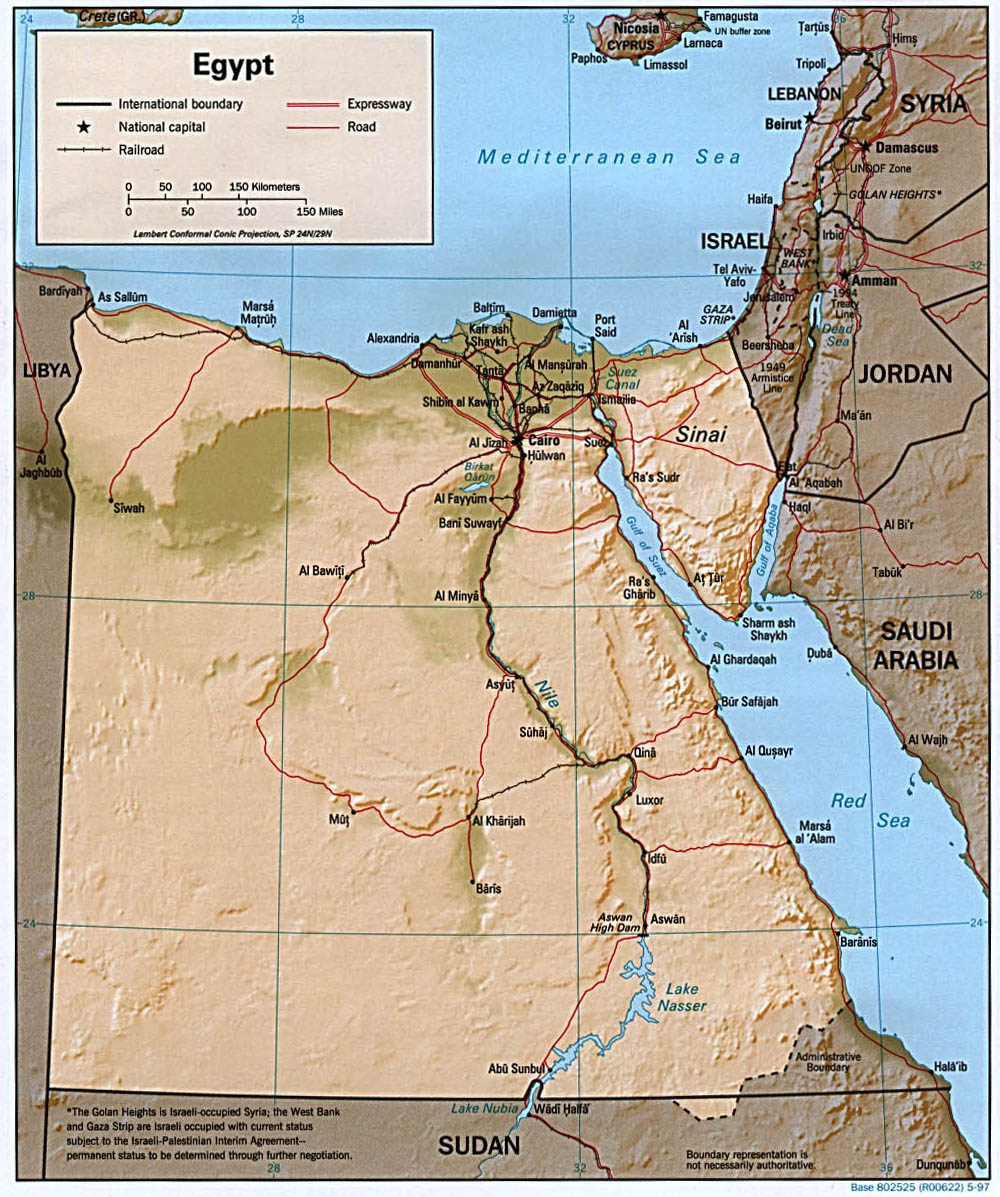
Egitto: carta geopolitica con rete stradale e ferroviaria

## Trasporti su rotaia

### Reti ferroviarie
In totale: 5.063 km, tutti a scartamento normale di 1435 mm (dati 2005)
- Gestore nazionale: Egyptian National Railways.

### Reti metropolitane
In Egitto la metropolitana è presente dal 1987 solo nella capitale, Il Cairo (Metropolitana del Cairo).

### Reti tranviarie

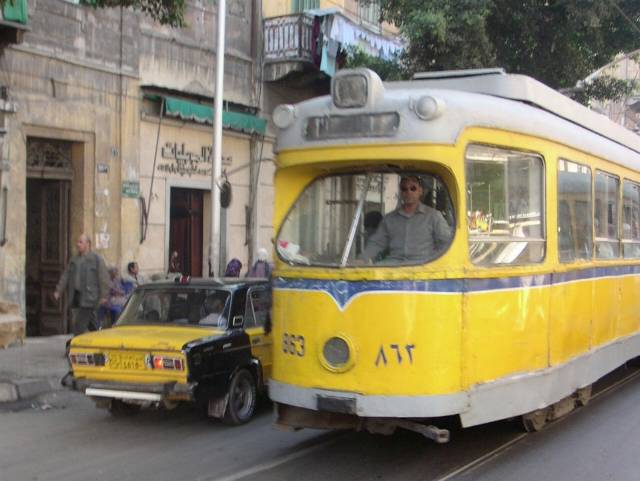
Alessandria d'Egitto: tram tipo PCC n. 863

Attualmente solo Alessandria d'Egitto gestisce il servizio tranviario in tale nazione.

## Trasporti su strada

### Rete stradale
In totale:  64.000 km (dati 1996)
- asfaltate: 49.984 km
- bianche:  14.016 km.

### Reti filoviarie
Attualmente in Egitto non esistono filobus, anche se Il Cairo tra il 1950 ed il 1981 disponeva di un'importante rete esercitata con filobus italiani. 

### Autolinee
Nella capitale, Il Cairo, ed in altre zone abitate dell'Egitto, operano aziende pubbliche e private che gestiscono i trasporti urbani, suburbani, interurbani e turistici esercitati con autobus.

## Idrovie
L'Egitto dispone di 3.500 km di acque navigabili, inclusi il Nilo ed il Lago Nasser (dati 1996).

### Porti e scali

#### Sul Mar Mediterraneo
- Alessandria d'Egitto
- Porto Said
- Damietta
- Marsa Matruh

#### Sul Mar Rosso
- Suez
- Adabieh
- Sokhna
- Hurghada Al Ghardaqah
- Safaga Safajah
- Noueibah
- El-Tor
- Sharm el-Sheikh

#### Sul Nilo
- Assiut
- Assuan

## Trasporti aerei

### Aeroporti
In totale: 90 (dati 1999)
a) con piste di rullaggio pavimentate: 71
- oltre 3047 m: 12
- da 2438 a 3047 m: 36
- da 1524 a 2437 m: 16
- da 914 a 1523 m: 3
- sotto 914 m: 4

b) con piste di rullaggio non pavimentate: 19
- oltre 3047 m: 0
- da 2438 a 3047 m: 2
- da 1524 a 2437 m: 2
- da 914 a 1523 m: 6
- sotto 914 m: 9.

L'aeroporto principale egiziano è l'Aeroporto Internazionale del Cairo.

### Eliporti
In totale: 2 (dati 1999)